# Franz Waldhäusl
Franz Waldhäusl (* um 1947 in Amstetten) ist ein österreichischer Tischtennis-Nationalspieler aus den 1970er Jahren. Er ist Vater dreier Töchter, darunter der Journalistin Viktoria Waldhäusl.

## Werdegang
Franz Waldhäusl wurde 1974 österreichischer Meister im Doppel mit Rudolf Weinmann. Mit dem Verein ATUS Traismauer gewann er 1974 die österreichische Mannschaftsmeisterschaft, 1977 und 1978 wurde er TTC Raika Langenlois Staatsmeister. 1979 vertrat er Österreich bei der Weltmeisterschaft, 1980 wurde er für die Individualwettbewerbe der Europameisterschaft nominiert. Dabei kam er nie in die Nähe von Medaillenrängen.
Waldhäusl begann seine Karriere beim Verein ESV Amstetten, wechselte Anfang der 1970er Jahre zu ATUS Traismauer, 1975 zu TTC Raika Langenlois und spielte später bei Post SV Wien (bis 1983), TTC Sparkasse Stockerau und SPG Polizei/Butterfly (um 2002).